# جولز فایفر
جولز فایفر (انگلیسی: Jules Feiffer؛ زادهٔ ۲۶ ژانویهٔ ۱۹۲۹) نویسنده، فیلم‌نامه‌نویس، استاد دانشگاه، روزنامه‌نگار، نمایشنامه‌نویس، کارتونیست و بازیگر اهل ایالات متحده آمریکا است. او در سال ۱۹۶۱ برندهٔ جایزه اسکار بهترین پویانمایی کوتاه شد.
از فیلم‌هایی که وی در آن‌ها نقش داشته است، می‌توان به  هم‌خوابگی و پاپای اشاره نمود.
وی همچنین برندهٔ جوایزی همچون جایزه اینکپات شده‌است.